# Wybory prezydenckie w Wenezueli w 2013 roku
Wybory prezydenckie w Wenezueli odbyły się 14 kwietnia 2013 roku. Przyczyną przedterminowych wyborów była śmierć prezydenta Hugo Cháveza, który zmarł 5 marca.
Zgodnie z wenezuelską konstytucją data wyborów musiała zostać ogłoszona najpóźniej 4 kwietnia. Jako tymczasowy szef państwa, 8 marca, zaprzysiężony został dotychczasowy wiceprezydent Nicolás Maduro. Opozycja zbojkotowała zaprzysiężenie, twierdząc, że zgodnie z wenezuelską konstytucją urząd ten powinien tymczasowo pełnić przewodniczący parlamentu Diosdado Cabello.
Pod koniec 2012 roku Hugo Chávez namaścił swojego następcę w osobie wiceprezydenta Maduro. Jego najgroźniejszym rywalem był Henrique Capriles Radonski, gubernator stanu Miranda. Kampania wyborcza rozpoczęła się 2 kwietnia.

## Oficjalne wyniki
W przeprowadzonych 14 kwietnia wyborach zwyciężył Maduro uzyskując 50,78% głosów. Capriles Radonski, który zdobył 48,95% głosów, ogłosił, że domaga się ich ponownego przeliczenia.
|  | Kandydat                   | Partia                                             | Głosy      | Procent |
|  | -------------------------- | -------------------------------------------------- | ---------- | ------- |
|  | Nicolás Maduro             | PSUV                                               | 7 575 704  | 50,78%  |
|  | Henrique Capriles Radonski | MUD                                                | 7 302 648  | 48,95%  |
|  | Eusebio Mendez             | New Vision for my Country                          | 19 475     | 0,13%   |
|  | María Bolívar              | Zjednoczona Demokratyczna Partia Pokoju i Wolności | 13 278     | 0,08%   |
|  | Reina Sequera              | Partia Pracy                                       | 4229       | 0,02%   |
|  | Julio Mora                 | Demokratyczna Unia Pracy                           | 1928       | 0,01%   |
|  | Razem                      | Razem                                              | 14 917 262 | 99,55%  |
|  | Frekwencja                 | Frekwencja                                         | 79,78%     | –       |